# Dharmasiri Weerakoon
Dharmasiri Weerakoon (ur. 28 września 1938 w Kolombo, zm. 30 września 2008 w Beruwali) – lankijski bokser, olimpijczyk.
Uczestnik igrzysk olimpijskich w Rzymie, gdzie startował w wadze półśredniej. W pierwszym pojedynku miał wolny los, natomiast w drugim trafił na Australijczyka Desmonda Duguida. Przegrał z nim jednogłośnie na punkty.